# Stomatium suricatinum
Stomatium suricatinum är en isörtsväxtart som beskrevs av L. Bol. Stomatium suricatinum ingår i släktet Stomatium och familjen isörtsväxter. Inga underarter finns listade i Catalogue of Life.